# Thomas Lynn Bradford

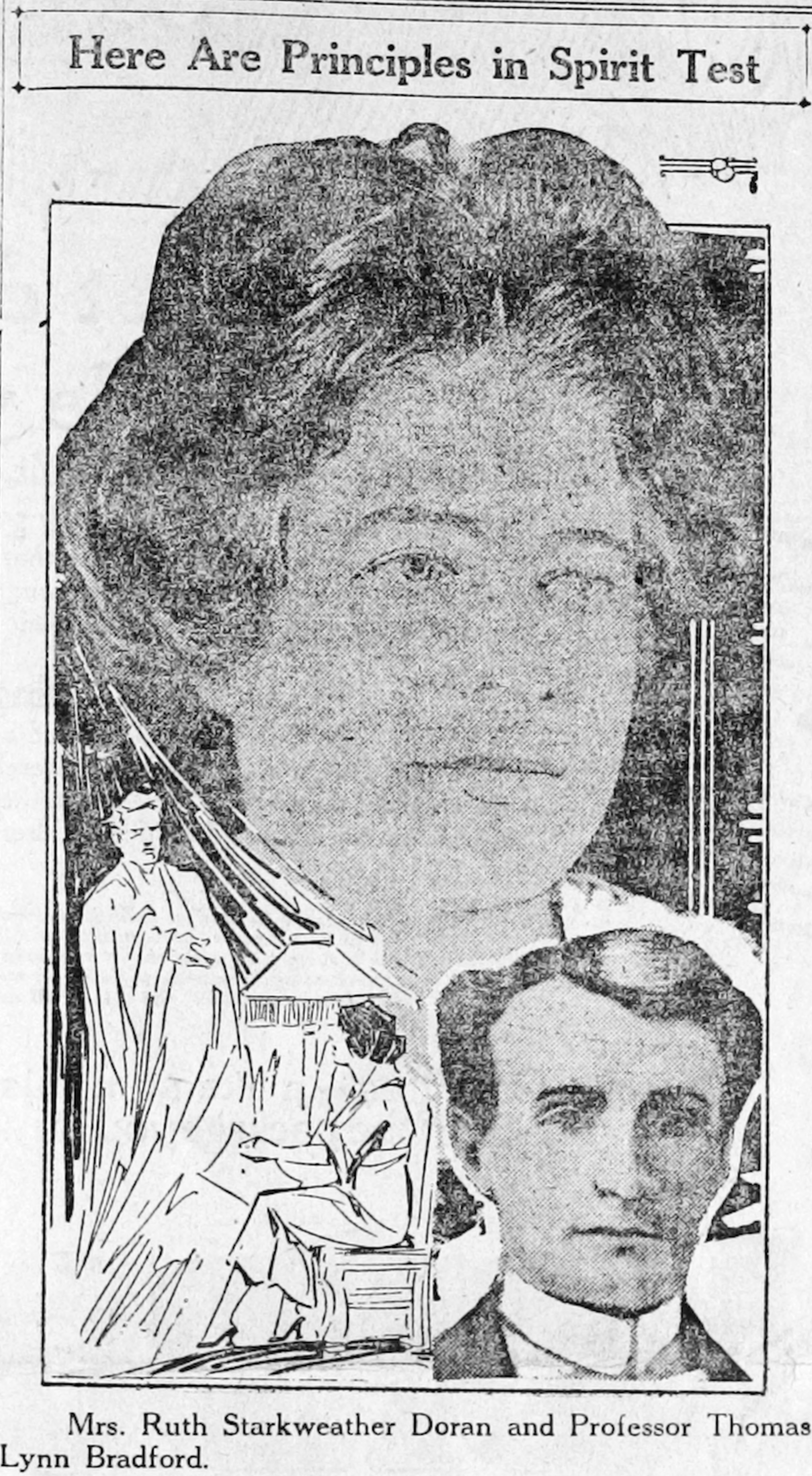
Chân dung Ruth Starkweather Doran và Thomas Lynn Bradford

Thomas Lynn Bradford (1872/1873– ngày 5 tháng 2 năm 1921) ở Detroit, Michigan là một nhà tâm linh người Mỹ đã tự sát nhằm cố gắng xác minh sự tồn tại của thế giới bên kia và truyền đạt thông tin đó lại cho một đồng nghiệp còn sống tên là Ruth Doran. Ngày 5 tháng 2 năm 1921, Bradford tự mình niêm phong căn hộ ở Detroit, tháo rời bộ điều hướng trên máy sưởi và bật khí gas lên khiến ông tử vong ngay lập tức.
Vài tuần trước đó, Bradford cho tìm kiếm một nhà tâm linh đồng nghiệp qua lời quảng cáo đăng trên báo và Doran nhận lời. Hai người đồng ý "rằng chỉ có một cách giải quyết bí ẩn—hai tâm trí hòa hợp một cách tương xứng, một trong số đó phải trút bỏ lớp vỏ thể xác cõi trần của nó". Tờ The New York Times bèn đăng một bài tiếp theo với hàng tít "Nhà Tâm Linh Chết Thầm Lặng".